# 39 Letícia
Letícia (asteroide 39) é um asteroide da cintura principal com um diâmetro de 149,52 quilómetros, a 2,45251894 UA. Possui uma excentricidade de 0,11419825 e um período orbital de 1 682,71 dias (4,61 anos).
Letícia tem uma velocidade orbital média de 17,90007411 km/s e uma inclinação de 10,38291273º.
Este asteroide foi descoberto em Paris a 8 de fevereiro de 1856 por Jean Chacornac (1823-1873). Seu nome vem da personagem mitológica romana Letícia.